# Akseli Pelvas
Akseli Pelvas (Espoo, 8 februari 1989) is een Fins voormalig voetballer die doorgaans speelde als linksbuiten. Tussen 2007 en 2021 was hij actief voor HJK Helsinki, IFK Mariehamn, KuPS, SJK, Falkenbergs FF, opnieuw HJK Helsinki en opnieuw IFK Mariehamn. Pelvas maakte in 2012 zijn debuut in het Fins voetbalelftal en kwam uiteindelijk tot acht interlands.

## Clubcarrière
Pelvas begon met voetballen in de jeugdopleiding van het plaatselijke EsPa. Op veertienjarige leeftijd vertrok hij echter naar de hoofdstedelingen van HJK Helsinki, waar hij meer zicht had op speeltijd op hoog niveau. Op 28 juni 2007 mocht de aanvaller debuteren tegen Inter Turku (1–1). In 2008 werd Pelvas verhuurd aan IFK Mariehamn, waarvoor hij tot slechts vier duels wist te komen. Zijn eerste doelpunt, en ook direct zijn tweede, scoorde hij op 19 oktober 2008, op bezoek bij FC Haka (2–3 overwinning). Op 22 februari 2009 verlengde Pelvas zijn contract met drie jaar. Op 20 juni 2013 werd hij verhuurd aan KuPS en een dag nadat hij terugkeerde werd hij opnieuw verhuurd, dit keer aan SJK. Per 1 januari 2016 verruilde Pelvas de Finse competitie voor de Zweedse competitie en tekende bij Falkenbergs FF. Na een half jaar keerde de Fin terug naar zijn oude club HJK Helsinki, waar hij zijn handtekening zette onder een verbintenis voor de duur van anderhalf jaar. Na afloop van deze verbintenis liet hij HJK achter zich. Een paar dagen na hij transfervrij was tekende hij toch een nieuw contract in Helsinki, voor twee seizoenen. Van januari tot juni 2020 zat hij zonder club, waarna IFK Mariehamn hem voor een half seizoen onder contract nam. Hierna besloot Pelvas een punt te zetten achter zijn actieve loopbaan.

## Interlandcarrière
Zijn debuut in het Fins voetbalelftal maakte Pelvas op 22 januari 2012, toen in een vriendschappelijke interland met 2–3 gewonnen werd van Trinidad en Tobago. Van bondscoach Mika-Matti Paatelainen mocht de middenvelder een kwartier voor tijd invallen voor Joni Kauko. Andere debutanten in dat duel namens Finland waren Mikko Sumusalo (HJK Helsinki), Ilari Äijälä (FC Honka), Joni Kauko (Inter Turku) en Toni Kolehmainen (TPS Turku).
| Interlands van Akseli Pelvas voor Finland | Interlands van Akseli Pelvas voor Finland | Interlands van Akseli Pelvas voor Finland | Interlands van Akseli Pelvas voor Finland | Interlands van Akseli Pelvas voor Finland | Interlands van Akseli Pelvas voor Finland | Interlands van Akseli Pelvas voor Finland |
| №                                         | Datum                                     | Wedstrijd                                 | Uitslag                                   | Competitie                                | Goals                                     |                                           |
| Als speler bij HJK Helsinki               | Als speler bij HJK Helsinki               | Als speler bij HJK Helsinki               | Als speler bij HJK Helsinki               | Als speler bij HJK Helsinki               | Als speler bij HJK Helsinki               | Als speler bij HJK Helsinki               |
| ----------------------------------------- | ----------------------------------------- | ----------------------------------------- | ----------------------------------------- | ----------------------------------------- | ----------------------------------------- | ----------------------------------------- |
| 1                                         | 22 januari 2012                           | Trinidad en Tobago – Finland              | 2 – 3                                     | Vriendschappelijk                         |                                           |                                           |
| Als speler bij Falkenbergs FF             |                                           |                                           |                                           |                                           |                                           |                                           |
| 2                                         | 10 januari 2012                           | Zweden – Finland                          | 3 – 0                                     | Vriendschappelijk                         |                                           |                                           |
| 3                                         | 13 januari 2012                           | Finland – IJsland                         | 0 – 1                                     | Vriendschappelijk                         |                                           |                                           |
| Als speler bij HJK Helsinki               |                                           |                                           |                                           |                                           |                                           |                                           |
| 4                                         | 9 januari 2017                            | Marokko – Finland                         | 0 – 1                                     | Vriendschappelijk                         |                                           |                                           |
| 5                                         | 13 januari 2017                           | Slovenië – Finland                        | 2 – 0                                     | Vriendschappelijk                         |                                           |                                           |
| 6                                         | 11 januari 2018                           | Jordanië – Finland                        | 1 – 2                                     | Vriendschappelijk                         | 60'                                       |                                           |
| 7                                         | 23 maart 2018                             | Finland – Noord-Macedonië                 | 0 – 0                                     | Vriendschappelijk                         |                                           |                                           |
| 8                                         | 26 maart 2018                             | Finland – Malta                           | 5 – 0                                     | Vriendschappelijk                         |                                           |                                           |

## Erelijst
| Competitie    |              |                                    |              |              |
| Competitie    | Aantal       | Jaren                              |              |              |
| HJK Helsinki  | HJK Helsinki | HJK Helsinki                       | HJK Helsinki | HJK Helsinki |
| ------------- | ------------ | ---------------------------------- | ------------ | ------------ |
| Veikkausliiga | 6            | 2009, 2010, 2011, 2012, 2017, 2018 |              |              |
| Suomen Cup    | 3            | 2008, 2011, 2017                   |              |              |
| SJK Helsinki  |              |                                    |              |              |
| Veikkausliiga | 1            | 2015                               |              |              |